# Guntersville, Alabama
Guntersville là một thành phố thuộc quận Marshall, tiểu bang Alabama, Hoa Kỳ. Dân số năm 2009 là 8601 người, mật độ đạt 131 người/km².